# Eriosema schweinfurthii
Eriosema schweinfurthii är en ärtväxtart som beskrevs av Baker f. Eriosema schweinfurthii ingår i släktet Eriosema och familjen ärtväxter. Inga underarter finns listade i Catalogue of Life.